# Zach Johnson

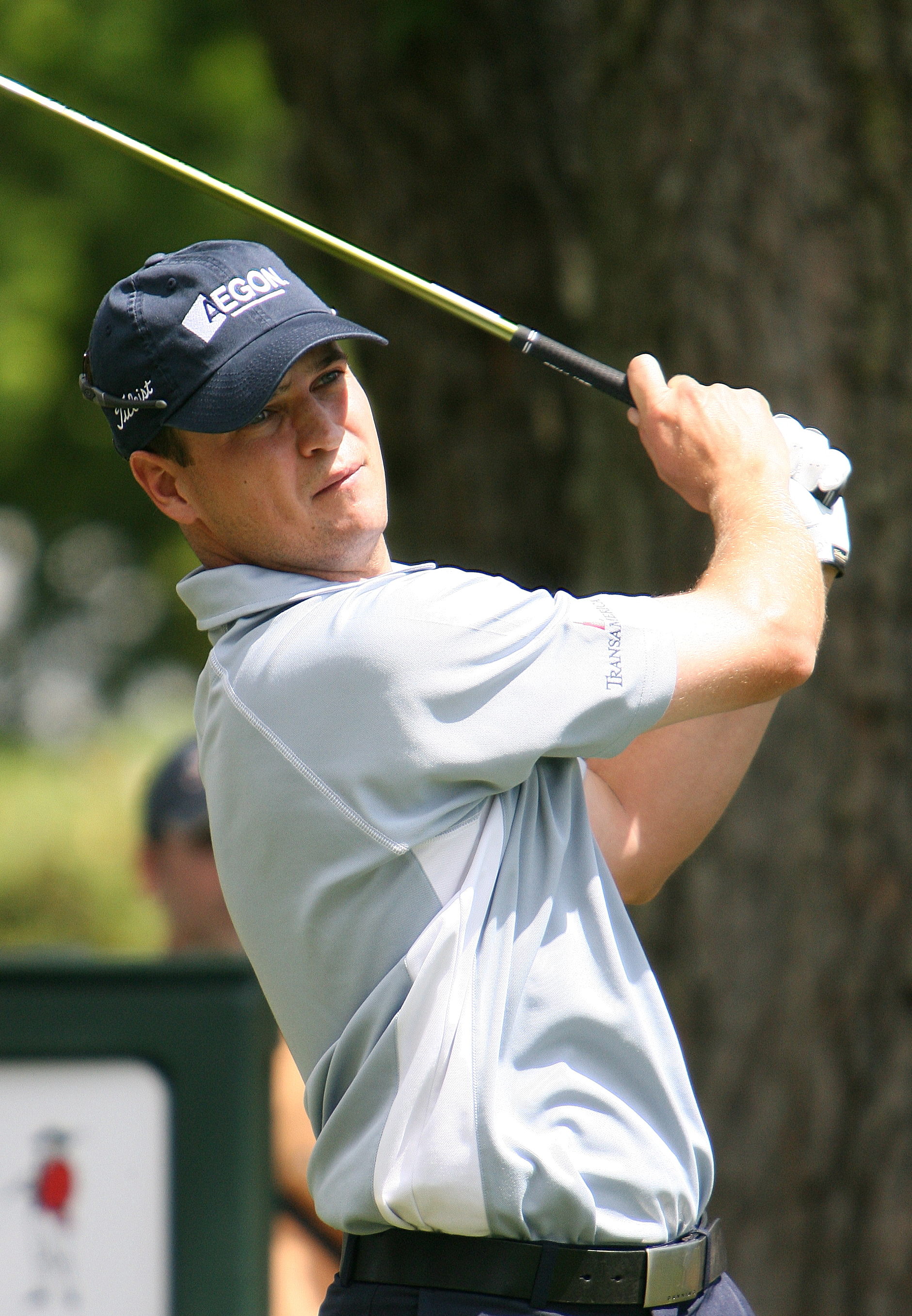
Zach Johnson

Zach Johnson, född 24 februari 1976 i Iowa City, Iowa, är en amerikansk golfspelare.
Johnson växte upp i Cedar Rapids i Iowa och utvecklade sitt golfspel på Elmcrest Country Club och som medlem i Regis High Schools golflag. Han studerade sedan vid Drake University i Des Moines och blev professionell 1998. Han började sin proffskarriär på utvecklingstourerna Prairie Golf Tour och NGA Hooters Tour, där han vann de tre sista tävlingarna under säsongen 2001. 2003 vann han penningligan på Nationwide Tour och kom med på PGA-touren 2004, där han vann sin första tävling samma år då han segrade i BellSouth Classic. Han har fram till mars 2007 placerat sig som bäst bland de 40 bästa på golfens världsranking och 2006 kvalificerade han sig till USA:s Ryder Cup-lag.
2007 vann Johnson sin första majortävling då han segrade i The Masters Tournament med två slag före Tiger Woods, Retief Goosen och Rory Sabbatini. Hans segerscore på 289 slag är, tillsammans med Sam Snead (1954) och Jack Burke Jr (1956), det högsta i tävlingens historia.

## Meriter

### Majorsegrar
- 2015 The Open Championship
- 2007 The Masters Tournament

### PGA-segrar (12)
| No. | Datum        | Tävling                                   | Resultat        | Mot par | Segermarginal | Runner(s)-up                               |
| --- | ------------ | ----------------------------------------- | --------------- | ------- | ------------- | ------------------------------------------ |
| 1   | Apr 4, 2004  | BellSouth Classic                         | 69-66-68-72=275 | −13     | 1 slag        | Mark Hensby                                |
| 2   | Apr 8, 2007  | Masters Tournament                        | 71-73-76-69=289 | +1      | 2 slag        | Retief Goosen, Rory Sabbatini, Tiger Woods |
| 3   | 20 maj 2007  | AT&T Classic (2)                          | 71-66-69-67=273 | −15     | Särspel       | Ryuji Imada                                |
| 4   | Okt 12, 2008 | Valero Texas Open                         | 69-66-62-64=261 | −19     | 2 slag        | Charlie Wi, Tim Wilkinson, Mark Wilson     |
| 5   | Jan 18, 2009 | Sony Open in Hawaii                       | 69-65-66-65=265 | −15     | 2 slag        | Adam Scott, David Toms                     |
| 6   | 17 maj 2009  | Valero Texas Open (2)                     | 68-67-60-70=265 | −15     | Särspel       | James Driscoll                             |
| 7   | Maj 30, 2010 | Crowne Plaza Invitational at Colonial     | 65-66-64-64=259 | −21     | 3 slag        | Brian Davis                                |
| 8   | Maj 27, 2012 | Crowne Plaza Invitational at Colonial (2) | 64-67-65-72=268 | −12     | 1 slag        | Jason Dufner                               |
| 9   | Jul 15, 2012 | John Deere Classic                        | 68-65-66-65=264 | −20     | Särspel       | Troy Matteson                              |
| 10  | Sep 16, 2013 | BMW Championship                          | 64-69-70-65=268 | −16     | 2 slag        | Nick Watney                                |
| 11  | Jan 6, 2014  | Hyundai Tournament of Champions           | 67-66-74-66=273 | −19     | 1 slag        | Jordan Spieth                              |
| 12  | Jul 20, 2015 | The Open Championship                     | 66-71-70-66=273 | −15     | Särspel       | Marc Leishman, Louis Oosthuizen            |

### Övriga segrar
- 1998 1 seger på Prairie Golf Tour
- 1999 2 segrar på Prairie Golf Tour
- 2001 3 segrar på NGA Hooters Tour events
- 2002 1 seger på NGA Hooters Tour
- 2003 Rheem Classic, Envirocare Utah Classic (båda på Nationwide Tour)
- 2006 Wendy's 3-Tour Challenge (tillsammans med Stewart Cink och Scott Verplank)

### Lagtävlingar
- Ryder Cup 2006, 2010, 2012, 2014, 2016
- Presidents Cup 2007, 2009, 2013, 2015
- World Cup 2005